# Judo als Jocs Europeus de 2015
Les proves de Judo als Jocs Europeus de 2015 es disputaran del 25 al 28 de juny al Heydar Aliyev Arena. La competició de judo també va representar els Campionats Europeus de judo de 2015, la 26a edició dels Campionats Europeus de judo, organitzats per la Unió de Judo Europeu. En un principi, estava planificat que se celebressin a Glasgow (Escòcia), entre el 9 i el 12 d'abril de 2015. No obstant, el 21 de febrer de 2015 es va anunciar que la competició se celebraria a Bakú (Azerbaidjan) en el marc dels Jocs Europeus.

## Classificació
La classificació pels Jocs Europeus es fa segons el rànquing de la Federació Internacional de Judo. També tenen assegurada la participació la nació organitzadora i 10 places universals perquè nacions sense equips competitius puguin participar.
Cal destacar que en el Judo també se celebren proves paralímpiques per a persones invidents. En aquest cas la Federació Internacional d'Esports per a Cecs escollira qui participarà.

## Resultats

### Masculí
| Event        | Or | Plata | Bronze |
| −60 kg       | Beslan Mudranov                                                                                       | Orkhan Safarov | Ludovic Chammartin Amiran Papinashvili                                                                                                  |
| −66 kg       | Kamal Khan-Magomedov                                                                                  | Loïc Korval | Mikhail Pulyaev Sebastian Seidl |
| −73 kg       | Sagi Muki                                                                                             | Nugzar Tatalashvili | Rok Drakšič Dirk Van Tichelt |
| −81 kg       | Avtandil Tchrikishvili                                                                                | Ivan Nifontov | Loïc Pietri Alexander Wieczerzak |
| −90 kg       | Kirill Denisov                                                                                        | Varlam Liparteliani | Guillaume Elmont Ilias Iliadis |
| −100 kg      | Henk Grol                                                                                             | Lukáš Krpálek | Cyrille Maret Toma Nikiforov |
| +100 kg      | Adam Okruashvili                                                                                      | Or Sasson | Iakiv Kammo Renat Saidov |
| Team detalls | França Pierre Duprat Alexandre Iddir Loic Korval David Larose Cyrille Maret Loic Pietri Florent Urani | Geòrgia Beka Gviniashvili Varlam Liparteliani Ushangi Margiani Levani Matiashvili Adam Okruashvili Amiran Papinashvili Lasha Shavdatuashvili Nugzar Tatalashvili Avtandili Tchrikishvili | Rússia Kirill Denisov Denis Iartcev Kamal Khan-Magomedov Alan Khubetsov Ivan Nifontov Mikhail Pulyaev Renat Saidov Kirill Voprosov      |
| Team detalls | França Pierre Duprat Alexandre Iddir Loic Korval David Larose Cyrille Maret Loic Pietri Florent Urani | Geòrgia Beka Gviniashvili Varlam Liparteliani Ushangi Margiani Levani Matiashvili Adam Okruashvili Amiran Papinashvili Lasha Shavdatuashvili Nugzar Tatalashvili Avtandili Tchrikishvili | Ucraïna Serhiy Drebot Vitalii Dudchyk Oleksandr Gordiienko Iakiv Khammo Artem Khomula Quedjau Nhabali Vadym Synyavsky Georgii Zantaraia |

### Femení
| Event         | Or | Plata | Bronze |
| −48 kg        | Charline Van Snick | Ebru Şahin | Éva Csernoviczki Irina Dolgova                                                                                                 |
| −52 kg        | Andreea Chițu | Annabelle Euranie | Mareen Kräh Natalia Kuziutina                                                                                                  |
| −57 kg        | Telma Monteiro | Hedvig Karakas | Nora Gjakova Miryam Roper |
| −63 kg        | Martyna Trajdos | Tina Trstenjak | Clarisse Agbegnenou Yarden Gerbi                                                                                               |
| −70 kg        | Kim Polling | Laura Vargas Koch | Szaundra Dietrich Bernadette Graf                                                                                              |
| −78 kg        | Marhinde Verkerk | Luise Malzahn | Guusje Steenhuis Anamari Velenšek                                                                                              |
| +78 kg        | Emilie Andeol | Jasmin Kuelbs | Belkıs Zehra Kaya Svitlana Iaromka                                                                                             |
| Equip detalls | França Clarisse Agbegnenou Emilie Andeol Laetitia Blot Gevrise Emane Annabelle Euranie Marie Eve Gahie Madeleine Malonga Automne Pavia | Alemanya Szaundra Diedrich Franziska Konitz Mareen Kraeh Luise Malzahn Miryam Roper Martyna Trajdos Laura Vargas Koch Viola Waechter | Itàlia Giulia Cantoni Assunta Galeone Odette Giuffrida Edwige Gwend Elisa Marchio Valentina Moscatt Giulia Quintavalle         |
| Equip detalls | França Clarisse Agbegnenou Emilie Andeol Laetitia Blot Gevrise Emane Annabelle Euranie Marie Eve Gahie Madeleine Malonga Automne Pavia | Alemanya Szaundra Diedrich Franziska Konitz Mareen Kraeh Luise Malzahn Miryam Roper Martyna Trajdos Laura Vargas Koch Viola Waechter | Eslovènia Klara Apotekar Vlora Bedeti Nina Milosevic Petra Nareks Anka Pogacnik Tina Trstenjak Anamari Velenšek Kristina Vrsic |

### Medaller
| Posició | País            | Or | Plata | Bronze | Total |
| 1       | França          | 3  | 2     | 3      | 8     |
| 2       | Rússia          | 3  | 1     | 5      | 9     |
| 3       | Països Baixos   | 3  | 0     | 2      | 5     |
| 4       | Geòrgia         | 2  | 3     | 1      | 6     |
| 5       | Alemanya        | 1  | 4     | 5      | 10    |
| 6       | Israel          | 1  | 1     | 1      | 3     |
| 7       | Bèlgica         | 1  | 0     | 2      | 3     |
| 8       | Portugal        | 1  | 0     | 0      | 1     |
| 8       | Romania         | 1  | 0     | 0      | 1     |
| 10      | Eslovènia       | 0  | 1     | 3      | 4     |
| 11      | Hongria         | 0  | 1     | 1      | 2     |
| 11      | Turquia         | 0  | 1     | 1      | 2     |
| 13      | Azerbaidjan     | 0  | 1     | 0      | 1     |
| 13      | República Txeca | 0  | 1     | 0      | 1     |
| 15      | Ucraïna         | 0  | 0     | 3      | 3     |
| 16      | Àustria         | 0  | 0     | 1      | 1     |
| 16      | Grècia          | 0  | 0     | 1      | 1     |
| 16      | Itàlia          | 0  | 0     | 1      | 1     |
| 16      | Kosovo          | 0  | 0     | 1      | 1     |
| 16      | Suïssa          | 0  | 0     | 1      | 1     |
| Total   | Total           | 16 | 16    | 32     | 64    |